# Nieuw Perspectief op Paulus
Het Nieuwe Perspectief op Paulus is een veelgebruikte term om een belangrijke ontwikkeling in de 20ste eeuw te typeren in het wetenschappelijke onderzoek naar de apostel Paulus. In de literatuur is de Engelse variant New Perspective on Paul gebruikelijk, alsmede de afkorting NPP. Belangrijke vertegenwoordigers zijn de protestantse nieuwtestamentici N.T. Wright, James D.G. Dunn en E.P. Sanders.

## Werken van de wet
De meest in het oog springende vernieuwing is hun interpretatie van de typisch paulinische frase "werken van de wet". Volgens exegeten die denken in de lijn van de Reformator Maarten Luther, slaat dit op het proberen Gods gunst te verdienen door het nauwkeurig naleven van de mozaïsche wet, of meer algemeen: regels die door de kerk worden opgelegd. De denkers van het Nieuwe Perspectief stellen echter dat deze visie op de wet niet is terug te vinden in het Jodendom van de eerste eeuw. Uit de Joodse bronnen blijkt dat men goede daden niet zag als middel om de genade van hun God te verdienen, maar als bevestiging en uiting van dit verbond. Joden deden geen goede werken om met de God van Israël in een goede verhouding te komen, maar ze deden deze om niet uit de reeds bestaande verbondsrelatie met hun God te geraken (in de Angelsaksische wereld wordt dit covenantal nomism genoemd). Bijgevolg kan het probleem waarover Paulus schrijft niet hetzelfde probleem zijn als het probleem waar Luther mee zat.
Het probleem waarover Paulus wél schrijft, is de vraag of niet-Joden de Joodse wet moeten houden als ze zich afwenden van de goden en de God van Israël gaan dienen. De term "werken van de wet" slaat volgens de aanhangers van het Nieuwe Perspectief op Paulus op bepaalde typisch Joodse voorschriften uit de wet die functioneerden als markeringen van de Joodse identiteit, zoals de besnijdenis. Sommigen van Paulus' geloofsgenoten meenden dat deze voorschriften onderhouden moesten worden en legden deze eis ook op aan niet-Joden die in Christus gingen geloven. Volgens Paulus maakten ze het niet-Joden zo onnodig lastig zich bij dit vroegchristelijk jodendom te voegen. Sterker nog, Paulus vindt dat een stap terug, omdat de wet bij de periode van de geschiedenis hoort die voorbij is nu Christus is gekomen. Daarom gaat hij in de Brief aan de Galaten fel tekeer tegen niet-Joden die zich menen te moeten laten besnijden.

### Gevolgen
Deze interpretatie van het Nieuwe Perspectief op Paulus heeft grote gevolgen voor de uitleg van de Brief aan de Romeinen en de Brief aan de Galaten. Deze gaan dan niet om de vraag of men van het oordeel gered kan worden door goede werken of alleen uit genade, maar om de vraag of niet-Joden volledig Joods moeten worden om door de God van Israël aanvaard te worden. Paulus' standpunt is dat Christus de nieuwe 'toegangspoort' is tot de God van Israël, in plaats van de uiterlijkheden van de wet. Niet-Joden hoeven geen Jood meer te worden (en zich te laten besnijden enzovoort) om bij de God van de Joden in de gunst te raken, maar men moet één met Christus worden door in Hem te geloven. Paulus zegt het zo:
Maar nu is Gods gerechtigheid, waarvan de Wet en de Profeten al getuigen, zichtbaar geworden buiten de wet om: God schenkt vrijspraak op grond van geloof in Jezus Christus, aan allen die geloven. En er is geen onderscheid.— Romeinen 3:21-22 (NBV21)
Het is omstreden of Paulus het ook afkeurt als Joden hun hele wet onderhouden. In elk geval heeft de Joodse wet volgens Paulus bij de komst van Christus sterk aan betekenis ingeboet. Aan de ene kant wijst hij op het voorrecht van de Joden dat zij de wet hebben ontvangen, maar aan de andere kant vindt hij ook dat de wet uiteindelijk tekort schiet en dat de belofte aan de aartsvaders zoals Abraham pas echt in Christus vervuld zijn. Paulus probeert trouw te blijven aan zijn Joodse achtergrond, en tegelijkertijd zijn 'verbond voor allen' te bekrachtigen. Hij is in de rustige uiteenzetting in de Brief aan de Romeinen lovend over de wet, terwijl hij in de Brief aan de Galaten, die zich wilden laten besnijden om Joods te worden en zo gered te worden, geen goed woord over heeft voor de wet.

## Paulus en het Jodendom
Deze en andere vernieuwende interpretaties van het Nieuwe Perspectief leiden tot een meer 'Joodse' Paulus en een visie die sympathieker staat tegenover het Jodendom. Immers, Paulus polemiseert dan niet meer tegen de Joodse opvatting van de wet, maar tegen de gedachte dat ook niet-Joden die in Christus gingen geloven "de werken van de wet" (zoals de besnijdenis) moesten uitvoeren. Met andere woorden, Paulus zegt niet dat de Joden met hun wet niets van genade weten, maar dat de genade nu ook buiten de wet om verkrijgbaar is door te geloven in Christus. Een van de belangen van deze stroming is dan ook een weerwoord te bieden tegen on-Joodse, anti-Judaïstische of zelfs sluimerend antisemitische lezingen van Paulus die sinds de Reformatie gebruikelijk zijn onder protestanten. Critici, waaronder de conservatieve theoloog John Piper, vrezen echter dat door hun hogere waardering van de Joodse wet Gods genade wordt ondergewaardeerd. Maar onder nieuwtestamentici kan het Nieuwe Perspectief op Paulus op grote steun rekenen.

## Enkele belangrijke publicaties
- Sanders, E.P., Paul and Palestinian Judaism, 1977.
- Sanders, E.P., Paul, the Law, and the Jewish People, 1983.
- Dunn, James D. G., "The New Perspective on Paul", in: Jesus, Paul and the Law, 1990.
- Wright, N. T., What St Paul Really Said, 1997.
- Young, Brad, Paul the Jewish Theologian, 1998.
- Dunn, James D.G., The New Perspective on Paul, 2005.
- Wright, N. T., Paul: Fresh Perspectives, 2005.
- Smith, Barry D., What Must I Do to Be Saved? Paul Parts Company with His Jewish Heritage, 2007.
- Wright, N.T., Justification, 2009.
- Marshall, Taylor R. The Catholic Perspective on Paul, 2010.